# Lijst van Belgische ministers van Maatschappelijke Integratie
Dit is een lijst van Belgische ministers van Maatschappelijke Integratie en Asiel en Migratie. 

## Maatschappelijke integratie
| Minister | Minister                    | Partij | Partij   | Begin            | Einde           | Regering(en)                   | Bevoegdheid |
| -------- | --------------------------- | ------ | -------- | ---------------- | --------------- | ------------------------------ | --- |
|          | Miet Smet (1943-2024)       |        | CVP      | 28 november 1985 | 7 maart 1992    | Martens VI, VII, VIII en IX    | Staatssecretaris voor Maatschappelijke Emancipatie                                                                                        |
|          | Laurette Onkelinx (1958)    |        | PS       | 7 maart 1992     | 4 mei 1993      | Dehaene I                      | Minister van Maatschappelijke Integratie                                                                                                  |
|          | Magda De Galan (1946-2024)  |        | PS       | 4 mei 1993       | 23 januari 1994 | Dehaene I                      | Minister van Maatschappelijke Integratie                                                                                                  |
|          | Jacques Santkin (1948-2001) |        | PS       | 23 januari 1994  | 6 juni 1995     | Dehaene I                      | Minister van Maatschappelijke Integratie                                                                                                  |
|          | Magda De Galan (1946-2024)  |        | PS       | 6 juni 1995      | 23 juni 1995    | Dehaene I                      | Minister van Maatschappelijke Integratie                                                                                                  |
|          | Jan Peeters (1963)          |        | SP       | 23 juni 1995     | 12 juli 1999    | Dehaene II                     | Staatssecretaris voor Maatschappelijke Integratie (tot 1 juni 1999) Minister van Maatschappelijke Integratie (vanaf 1 juni 1999)          |
|          | Johan Vande Lanotte (1955)  |        | SP       | 12 juli 1999     | 12 juli 2003    | Verhofstadt I                  | Minister van Maatschappelijke Integratie                                                                                                  |
|          | Marie Arena (1966)          |        | PS       | 12 juli 2003     | 18 juli 2004    | Verhofstadt II                 | Minister van Maatschappelijke Integratie                                                                                                  |
|          | Christian Dupont (1947)     |        | PS       | 18 juli 2004     | 20 maart 2008   | Verhofstadt II en III          | Minister van Maatschappelijke Integratie                                                                                                  |
|          | Marie Arena (1966)          |        | PS       | 20 maart 2008    | 17 juli 2009    | Leterme I en Van Rompuy        | Minister van Maatschappelijke Integratie                                                                                                  |
|          | Philippe Courard (1966)     |        | PS       | 17 juli 2009     | 6 december 2011 | Van Rompuy en Leterme II       | Staatssecretaris voor Maatschappelijke Integratie                                                                                         |
|          | Maggie De Block (1962)      |        | Open Vld | 6 december 2011  | 11 oktober 2014 | Di Rupo                        | Staatssecretaris voor Maatschappelijke Integratie (tot 25 juli 2014) Minister belast met Maatschappelijke Integratie (vanaf 25 juli 2014) |
|          | Willy Borsus (1962)         |        | MR       | 11 oktober 2014  | 28 juli 2017    | Michel I                       | Minister van Maatschappelijke Integratie                                                                                                  |
|          | Denis Ducarme (1973)        |        | MR       | 28 juli 2017     | 1 oktober 2020  | Michel I en II, Wilmès I en II | Minister van Maatschappelijke Integratie                                                                                                  |
|          | Karine Lalieux (1964)       |        | PS       | 1 oktober 2020   | 3 februari 2025 | De Croo                        | Minister van Maatschappelijke Integratie                                                                                                  |
|          | Anneleen Van Bossuyt (1980) |        | N-VA     | 3 februari 2025  | heden           | De Wever                       | Minister van Maatschappelijke Integratie                                                                                                  |

## Migratie- en Asielbeleid
Tot 2008 was de minister van Binnenlandse Zaken bevoegd voor het migratie- en asielbeleid.
| Nr. | Minister | Minister                    | Partij | Partij   | Begin            | Einde            | Regering(en)                     | Bevoegdheid |
| --- | -------- | --------------------------- | ------ | -------- | ---------------- | ---------------- | -------------------------------- | --- |
| 1   |          | Annemie Turtelboom (1967)   |        | Open Vld | 20 maart 2008    | 17 juli 2009     | Leterme I en Van Rompuy          | Minister van Migratie- en asielbeleid                                                                                 |
| 2   |          | Herman Van Rompuy (1947)    |        | CD&V     | 17 juli 2009     | 25 november 2009 | Van Rompuy                       | Eerste Minister belast met de Coördinatie van het Migratie- en asielbeleid                                            |
| 3   |          | Joëlle Milquet (1961)       |        | cdH      | 17 juli 2009     | 6 december 2011  | Van Rompuy en Leterme II         | Minister belast met het Migratie- en asielbeleid                                                                      |
| 4   |          | Melchior Wathelet (1977)    |        | cdH      | 17 juli 2009     | 6 december 2011  | Van Rompuy en Leterme II         | Staatssecretaris voor Migratie- en asielbeleid                                                                        |
| 5   |          | Yves Leterme (1960)         |        | CD&V     | 25 november 2009 | 6 december 2011  | Leterme II                       | Eerste Minister belast met de Coördinatie van het Migratie- en asielbeleid                                            |
| 6   |          | Maggie De Block (1962)      |        | Open Vld | 5 december 2011  | 25 juli 2014     | Di Rupo                          | Staatssecretaris voor Asiel en Migratie (tot 25 juli 2014) Minister belast met Asiel en Migratie (vanaf 25 juli 2014) |
| 7   |          | Theo Francken (1978)        |        | N-VA     | 11 oktober 2014  | 9 december 2018  | Michel I                         | Staatssecretaris voor Asiel en Migratie                                                                               |
| (6) |          | Maggie De Block (1962)      |        | Open Vld | 9 december 2018  | 1 oktober 2020   | Michel II, Wilmès I en Wilmès II | Minister belast met Asiel en Migratie                                                                                 |
| 8   |          | Sammy Mahdi (1988)          |        | CD&V     | 1 oktober 2020   | 28 juni 2022     | De Croo                          | Staatssecretaris voor Asiel en Migratie                                                                               |
| 9   |          | Nicole de Moor (1984)       |        | CD&V     | 28 juni 2022     | 3 februari 2025  | De Croo                          | Staatssecretaris voor Asiel en Migratie                                                                               |
| 10  |          | Anneleen Van Bossuyt (1980) |        | N-VA     | 3 februari 2025  | heden            | De Wever                         | Minister van Maatschappelijke Integratie                                                                              |